# Bucks Fizz
Bucks Fizz é um grupo pop britânico que alcançou sucesso na década de 1980, principalmente por ter vencido o   Festival Eurovisão da Canção de 1981 com a música Making Your Mind Up. O grupo foi formado em janeiro de 1981 especificamente para o concurso e composta por quatro vocalistas: Bobby G, Cheryl Baker, Mike Nolan e Jay Aston. O grupo passou a ter uma carreira de sucesso em todo o mundo (embora ignorado nos Estados Unidos), com o Reino Unido como seu maior mercado e tendo três singles. Entre suas outras canções mais conhecidas estão "The Land of Make Believe" e "My Camera Never Lies". Suas vendas de discos em todo o mundo ultrapassou 15 milhões.
A composição do grupo mudou várias vezes ao longo dos anos, a mais famosa quando ocorreu quando Jay Aston deixou o grupo em 1985 e foi substituído por Shelley Preston. Atualmente, duas versões do grupo existem, a versão oficial que inclui o membro original Bobby G e uma versão de três membros constituída por Mike Nolan, Cheryl Baker e Jay Aston sob o nome OBF.

## Carreira
No final de 1980, Nichola Martin e Andy Hill buscaram formar um novo grupo musical para competir com a música Making Your Mind Up no Festival Eurovisão da Canção. O primeiro membro a ser recrutado foi Mike Nolan, que já era conhecido por Martin. Juntos gravaram uma demo da música e a incluíram nas eliminatórias do concurso. O nome Bucks Fizz foi decidido por Martin. Em janeiro de 1981 Martin convidou Cheryl Baker para integrar o grupo, sendo que concomitante a isso, estava fazendo audições para encontrar outros dois vocalistas, ocasião em que conheceu Stephen Fischer e Jay Aston. Contudo, Fischer não pode integrar o grupo por ser protagonista em um musical na época, de modo que Martin contratou outro vocalista, Bobby G, para integrar o grupo. Os quatro membros se reuniram pela primeira vez em 11 de Janeiro de 1981. Um associado de Martin, Jill Shirley, concordou em gerir o grupo.
Em 04 de abril de 1981 o grupo representou o Reino Unido  no Festival Eurovisão da Canção, que ocorreu em Dublin. Embora fossem os favoritos, a música enfrentou forte concorrência. Venceu com a música Making Your Mind Up com 136 pontos, tornando-se um grande sucesso em todo o continente, chegando a primeiro lugar no Reino Unido e em outros oito países, tendo vendido quatro milhões de cópias em todo o mundo.
Em maio daquele ano o grupo lançou o single "Piece of the Action" que ostentava um som pop contemporâneo com altos valores de produção, em contraste com o estilo rock'n'roll de Making Your Mind Up. A canção foi um sucesso imediato e rapidamente subiu para a décima segunda posição nas paradas do Reino Unido, alcançando, ainda, grande sucesso na Europa. Estimulado pelo sucesso, o grupo gravou seu primeiro álbum com o produtor Andy Hill, tendo sido lançado em julho e ficando no top 20 nas paradas do Reino Unido, fazendo seu terceiro single, "One of Those Nights".
Em novembro de 1981, eles se apresentaram pelo Reino Unido no Mundial Festival da Canção Popular que ocorreu em Tóquio, onde conseguiram o prêmio  de "Melhor canção" e quinto lugar geral com a canção "Another Night".
Em 11 de dezembro de 1984, enquanto seguiam para uma turnê em Newcastle o ônibus do grupo colidiu em algumas obras da estrada e caiu. Vários membros da tripulação ficaram gravemente feridos, incluindo todos os membros do Bucks Fizz. Bobby G foi tratado de uma contusão no pescoço, Jay Aston foi hospitalizada por ferimentos nas costas e dores de cabeça graves, Cheryl Baker quebrou três vértebras em sua coluna, e Mike Nolan foi gravemente ferido em sua cabeça, sofrendo hemorragia interna e entrando em coma. Depois de uma operação, foi relatado que morreu na mesa de operação, mas colocado em uma máquina de suporte de vida, tendo permanecido em coma por três dias. Em 15 de dezembro Nolan acordou de seu coma com as palavras "I'm all right" (eu estou bem), tendo ficado afastado de sua rotina por seis meses.
Em 1985, Jay Aston deixou a banda e foi substituída por Shelley Preston. Em 1989, a banda decidiu continuar como um trio. Cheryl Baker se torna uma apresentadora de televisão de sucesso e deixa a banda em 1993, duas outras mulheres entram Heidi Menton e Amanda Szwarc. Mike Nolan saiu em 1996 e foi substituído por David Van Day (ex-membro da banda Dollar) tal como lhe sucederam Graham Crisp e Wayne Chinnery. Gee casou com Heidi em 1999. Amanda Szwarc foi substituída por Louise e Nikke Winters.
Após algumas batalhas judiciais em torno dos direitos de utilização do nome Bucks Fizz, os membros originais do grupo reconciliram-se e fizeram uma aparição num vídeo para o Comic Relief em 2007.

## Cronologia dos membros da banda
Desde a formação da banda, em 1981, 16 membros já a compuseram, embora só Cheryl, Mike, Jay, Bobby e Shelley tenham lançado qualquer material com o nome de "Bucks Fizz".
- Bobby G 1981 - presente
- Mike Nolan 1981 - 1996
- Cheryl Baker 1981 - 1993
- Jay Aston 1981 - 1985
- Shelley Preston 1985 - 1990
- Heidi Manton 1993 - presente
- Amanda Szwarc 1993 - 1996
- David Van Day 1996 - 1997
- Karen Logan 1996
- Louise Hart 1996 - 2002
- Graham Crisp 1997 - 2002
- Nikki Winters 2003
- Wayne Chinnery 2003 - 2006
- Tammy Choat 2003 - presente
- Paul Fordham[4] 2006 - presente
- Jenny Phillips - 2006 - substituiu Heidi quando esta estava grávida

## Discografia

### Singles
- "Making Your Mind Up" (1981)
- "Piece of the Action" (1981)
- "One of Those Nights" (1981)
- "The Land Of Make Believe" (1981)
- "My Camera Never Lies" (1982)
- "Now Those Days Are Gone" (1982)
- "Are You Ready" (1982)
- "Easy Love" (1982)
- "If You Can't Stand The Heat" (1982)
- "Run for Your Life" (1983)
- "When We Were Young" (1983)
- "London Town" (1983)
- "Rules of the Game" (1983)
- "Talking In Your Sleep" (1984)
- "Golden Days" (1984)
- "I Hear Talk" (1984)
- "You And Your Heart So Blue" (1985)
- "Magical" (1985)
- "New Beginning" (1986)
- "Love The One You're With" (1986)
- "Keep Each Other Warm" (1986)
- "Heart Of Stone" (1988)
- "You Love, Love" (1989)
- "The Land of Make Believe" (1991)

### Álbuns
- Bucks Fizz (1981)
- Are You Ready (1982)
- Hand Cut (1983)
- Greatest Hits (1983)
- I Hear Talk (1984)
- Writing On The Wall (1986)
- The Story So Far
- Live At Fairfield Halls (1989)
- The Best of Bucks Fizz (1994)
- The Ultimate Anthology (2005)
- Legends (2005)
- The Lost Masters (2006)